# Rhizoecus keysensis
Rhizoecus keysensis är en ullsköldlus som beskrevs 1979 av Hambleton. Arten ingår i släktet Rhizoecus och familjen Pseudococcidae. Den förekommer i USA, och beskrevs ursprungligen från specimen insamlade i Florida, men har även observerats i växthus i Nederländerna. Inga underarter finns listade i Catalogue of Life.